# بحيرة بريسبا
بحيرة بريسبا هي عبارة عن بحيرتان للمياه العذبة في جنوب شرق أوروبا، تتقاسمانها مقدونيا الشمالية وألبانيا واليونان. من إجمالي المساحة السطحية، ينتمي 176.3 كم 2 (68.07 ميل مربع) إلى شمال مقدونيا، و 46.3 كم 2 (17.88 ميل مربع) إلى ألبانيا و36.4 كم 2 (14.05 ميل مربع) إلى اليونان. إنها أعلى بحيرات تكتونية في منطقة البلقان، حيث يبلغ ارتفاعها 853 مترًا (2798 قدمًا).
بحيرة بريسبا الكبرى (المقدونية: Преспанско Езеро، بريسبانسكو إزيرو، الألبانية: ليكيني إي بريسوس، اليونانية: Μεγάλη Πρέσπα، ميجالي بريسبا) مقسمة بين مقدونيا الشمالية، ألبانيا، اليونان. بحيرة سمول بيربيسا (اليونانية: Μικρή Πρέσπα ،Mikri Prespa؛ الألبانية: Prespa e Vogël ؛ المقدونية: Мало Преспанско Езеро) تتم مشاركتها فقط بين اليونان (138 كم 2 (53.28 ميل مربع)؛ مساحة الصرف 42.5 كم 2 (16.21 ميل مربع) ) وألبانيا (51 كم 2 (19.69 ميل مربع)؛ منطقة التصريف؛ 4.3 كم 2 (1.66 ميل مربع) المساحة).
تحتوي المنطقة على ثلاثة حدائق وطنية تقع في ألبانيا (منتزه بريسبا الوطني) واليونان وشمال مقدونيا على التوالي. أكبر مدينة في منطقة بحيرات بريسبا هي ريسين في شمال مقدونيا. في عام 2014، أضيفت محمية أوهريد-بريسبا العابرة للحدود بين ألبانيا ومقدونيا الشمالية إلى الشبكة العالمية لمحميات المحيط الحيوي التابعة لليونسكو.

## التاريخ
في القرن العاشر، بنى القيصر صموئيل قلعة وكنيسة القديس أخيليوس على جزيرة تدعى أجيوس أخيليوس في بحيرة بريسبا الصغيرة، على الجانب اليوناني من الحدود. وتسمى أكبر جزيرة في بحيرة بريسبا العظمى، على جانب شمال مقدونيا، غوليم جارد ("البلدة الكبيرة"، وجزيرة سنيك (زيمسكي ستروف). الجزيرة الأخرى مال جراد ("البلدة الصغيرة، في ألبانيا) هي موقع دير مدمر من القرن الرابع عشر مخصص للقديس بطرس. اليوم، كلتا الجزر غير مأهولة.
نظرًا لأن بحيرة بريسبا العظيمة  تقع على ارتفاع حوالي 150 مترًا فوق بحيرة أوهايرد، التي تقع على بعد حوالي 10 كم (6.21 ميل) (6 أميال) فقط إلى الغرب، فإن مياهها تمر عبر قنوات تحت الأرض في الكارست وتخرج من ينابيع تغذي مجاري المياه في بحيرة أوهايرد.
لسنوات عديدة، كان الجزء اليوناني من منطقة بحيرات بريسبا منطقة ذات كثافة سكانية عسكرية حساسة تتطلب إذنًا خاصًا من الغرباء للزيارة. لقد شهد قتالًا عنيفًا خلال الحرب الأهلية اليونانية وهاجر كثير من السكان المحليين بعد ذلك هربًا من الفقر المدقع والنزاع السياسي. ظلت المنطقة متطورة قليلاً حتى السبعينيات، عندما بدأت ترقيتها كوجهة سياحية. مع وفرة من الحيوانات والنباتات النادرة، تم إعلان المنطقة حديقة عبر وطنية في عام 2000. في عام 1999، حصلت جمعية حماية بريسبا على جائزة رامسر للحفاظ على الأراضي الرطبة لجهودها في الحفاظ على موقع بحيرة بريسبا رامسر، وتم إدراجها في النهاية في 3 يوليو 2013.
في عام 2018، كانت بحيرة بريسبا العظيمة الإعداد لتوقيع اتفاقية بريسبا، التي تهدف إلى حل النزاع حول تسمية مقدونيا عن طريق إعادة تسمية جمهورية مقدونيا إلى شمال مقدونيا. تم التوقيع على الاتفاقية في 17 يونيو 2018 في حفل رفيع المستوى في قرية بساراديس اليونانية على البحيرة، من قبل وزيري الخارجية نيكولا ديميتروف (من جمهورية مقدونيا) ونيكوس كوتزياس (من اليونان) وبحضور من رؤساء الوزراء المعنيين، زوران زئيف وأليكسيس تسيبراس. بعد الحفل، عبر تسيبراس وزايف الحدود إلى جانب مقدونيا الشمالية من البحيرة لتناول طعام الغداء في قرية أوتشيفو، في خطوة رمزية للغاية كانت المرة الأولى التي دخل فيها رئيس وزراء يوناني جمهورية مقدونيا منذ إعلان الاستقلال في عام 1991.

## السياحة
بحيرة بريسبا في شمال مقدونيا لم تتصدر أعداداً كبيرة من السياح في الماضي. تتركز غالبية السياحة الخارجية حول البحيرة الشقيقة أوهريد، حيث توجد أماكن إقامة وفيرة بين عشية وضحاها ومطاعم ومركز مدينة نابض بالحياة في أشهر الصيف. بقيت بحيرة بريسبا في وقت لاحق معزولة إلى حد ما والرعوية، وبذلك جاذبيتها الخاصة في العصر الحالي. لا تزال المنطقة البكر، من دون صخب وصخب مدينة سياحية ونقص واضح في الخرسانة والتلوث الذي يأتي عادة مع تنمية السياحة. ومع ذلك ، فإن التطورات المطلة على الواجهة البحرية مع المقاهي المتطورة التي تقدم الطعام والمشروبات "Connect Beach" في قرية Slivnica ، توفر وسيلة للزوار لقضاء يومهم على البحيرة في الرفاهية، دون التأثير على البيئة. تقود شركات مثل بريسبا بانوراما ومقرها في شمال مقدونيا، تطوير أماكن الإقامة الليلية في المنطقة من خلال مفهوم التأثير البيئي المنخفض والإقامات ذات الحجم المنخفض في المنطقة. بدأت بلدية ريزن بناء مسار للمشي وركوب الدراجات مرصوف يربط بين القرى الفردية التي توفر الوصول إلى جولة المشي أو ركوب الدراجات في العديد من القرى المنتشرة حول البحيرة. سيسمح المفهوم المكتمل للأفراد باستكشاف الركن الجنوبي الغربي بأكمله في شمال مقدونيا، بما في ذلك Pelister و Galicica، وهما من أجمل قمم الجبال في المنطقة سيرًا على الأقدام أو بالدراجة. ينحدر من غاليسيكا على الجانب الغربي الدراج أو المتجول إلى الجزء الأكثر المناظر الطبيعية لبحيرة أوهريد، والتي تفصلها عن بحيرة بريسبا كتلة صخرية. بمجرد الوصول إلى جانب بحيرة أوهريد، يمكن الاستمتاع بالينابيع التي تخرج منها مياه بحيرة بريسبا من أسفل الجبل وتصرف إلى بحيرة أوهريد.

## معرض الصور

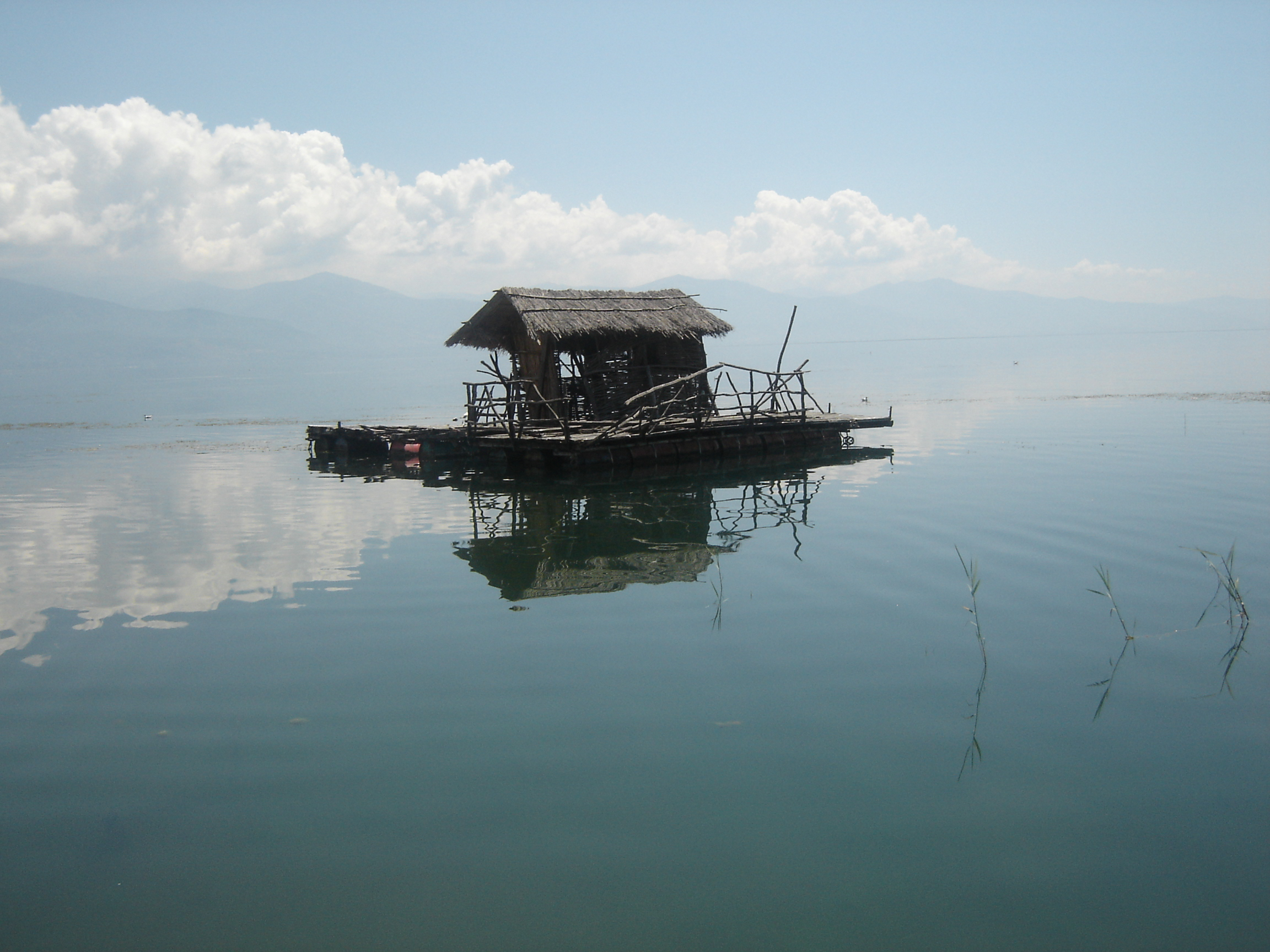
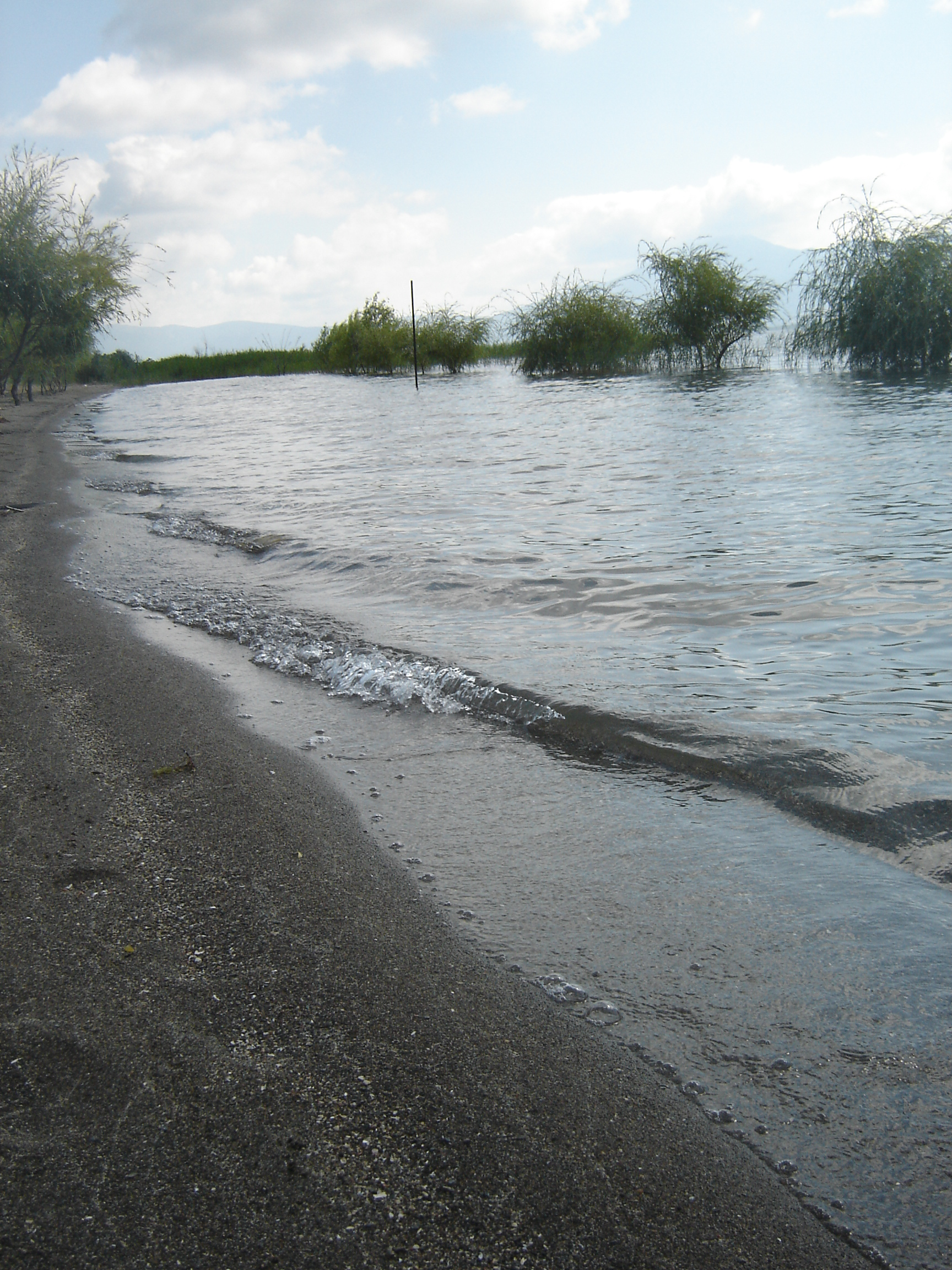
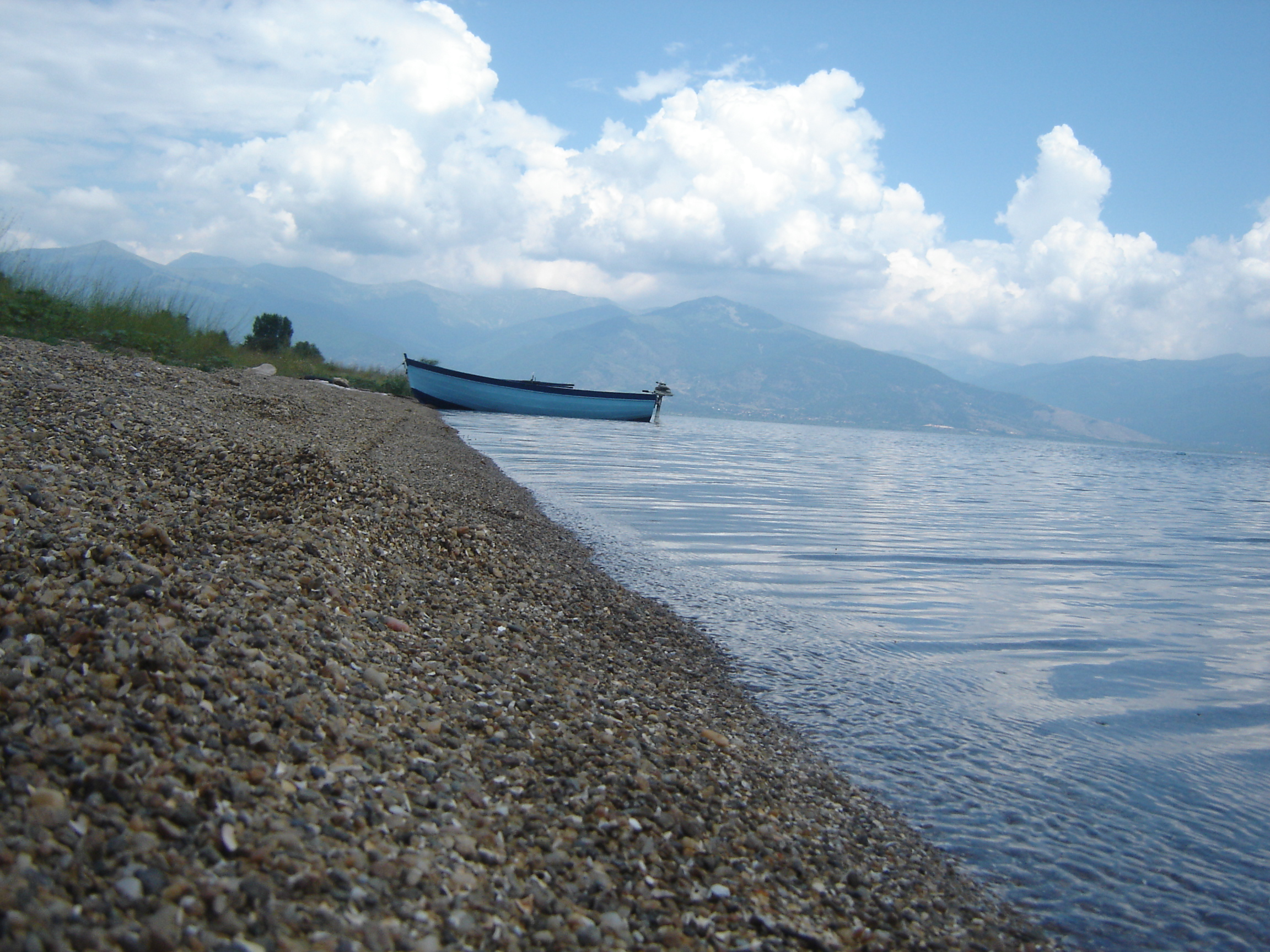
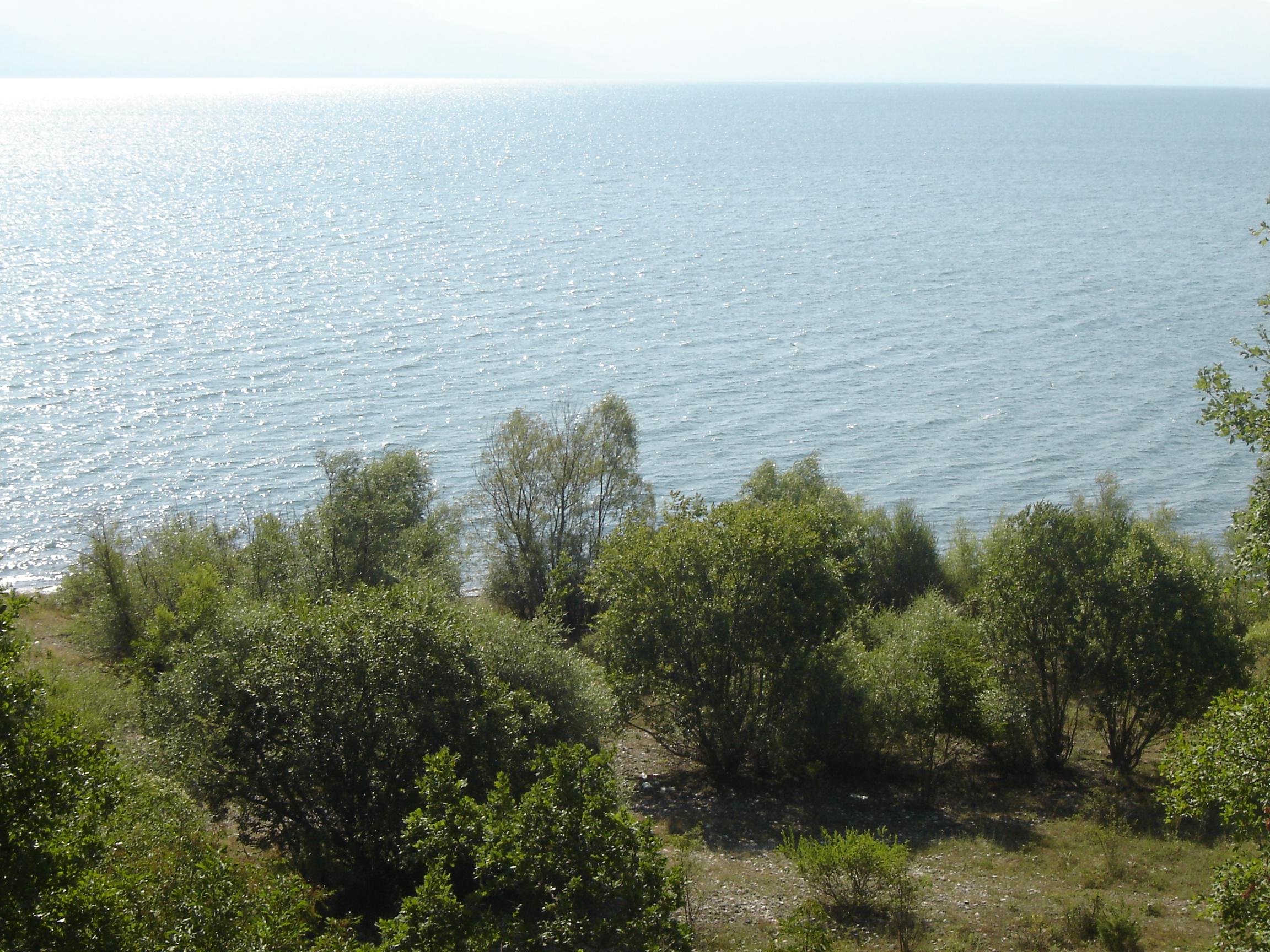
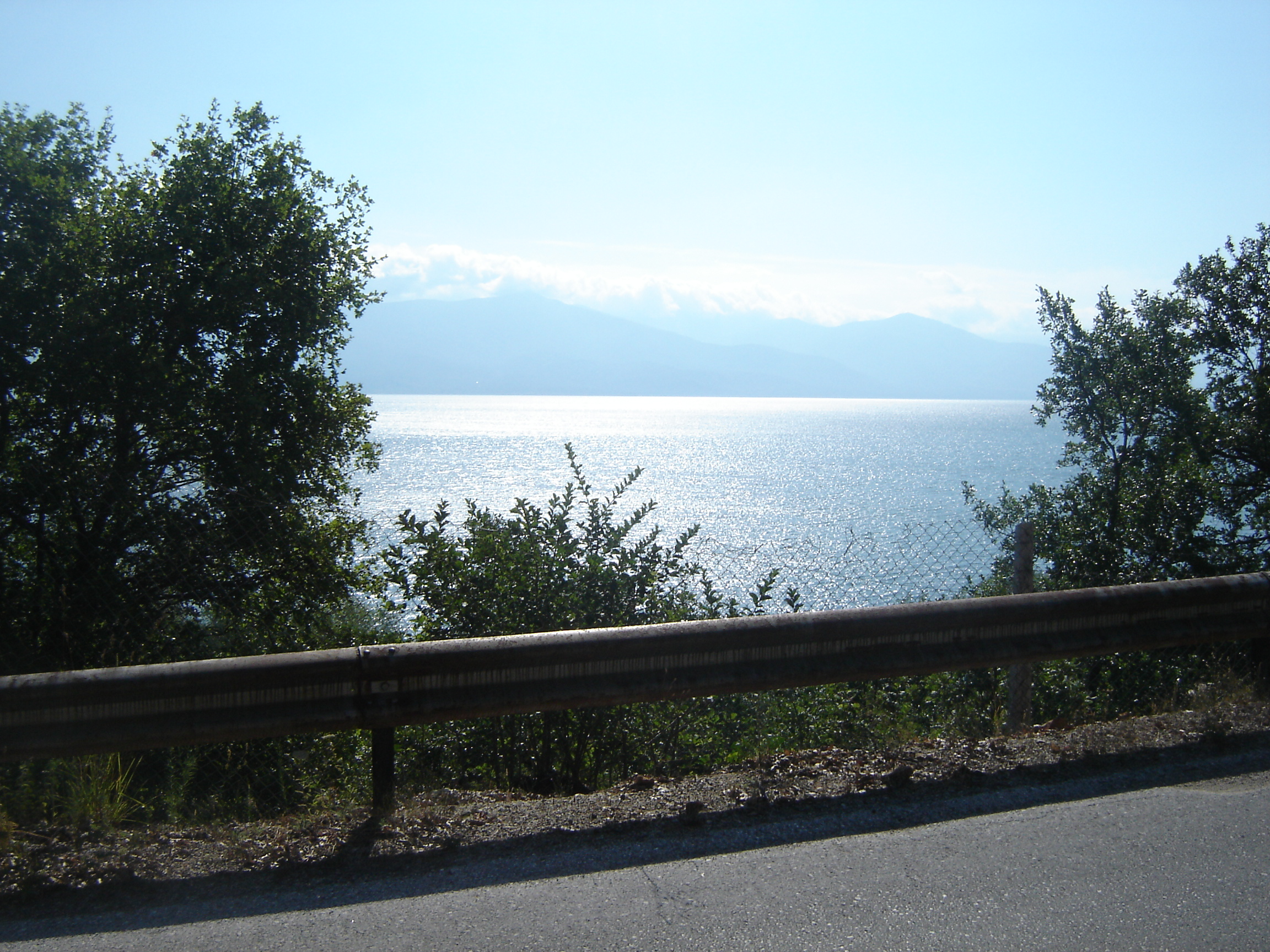
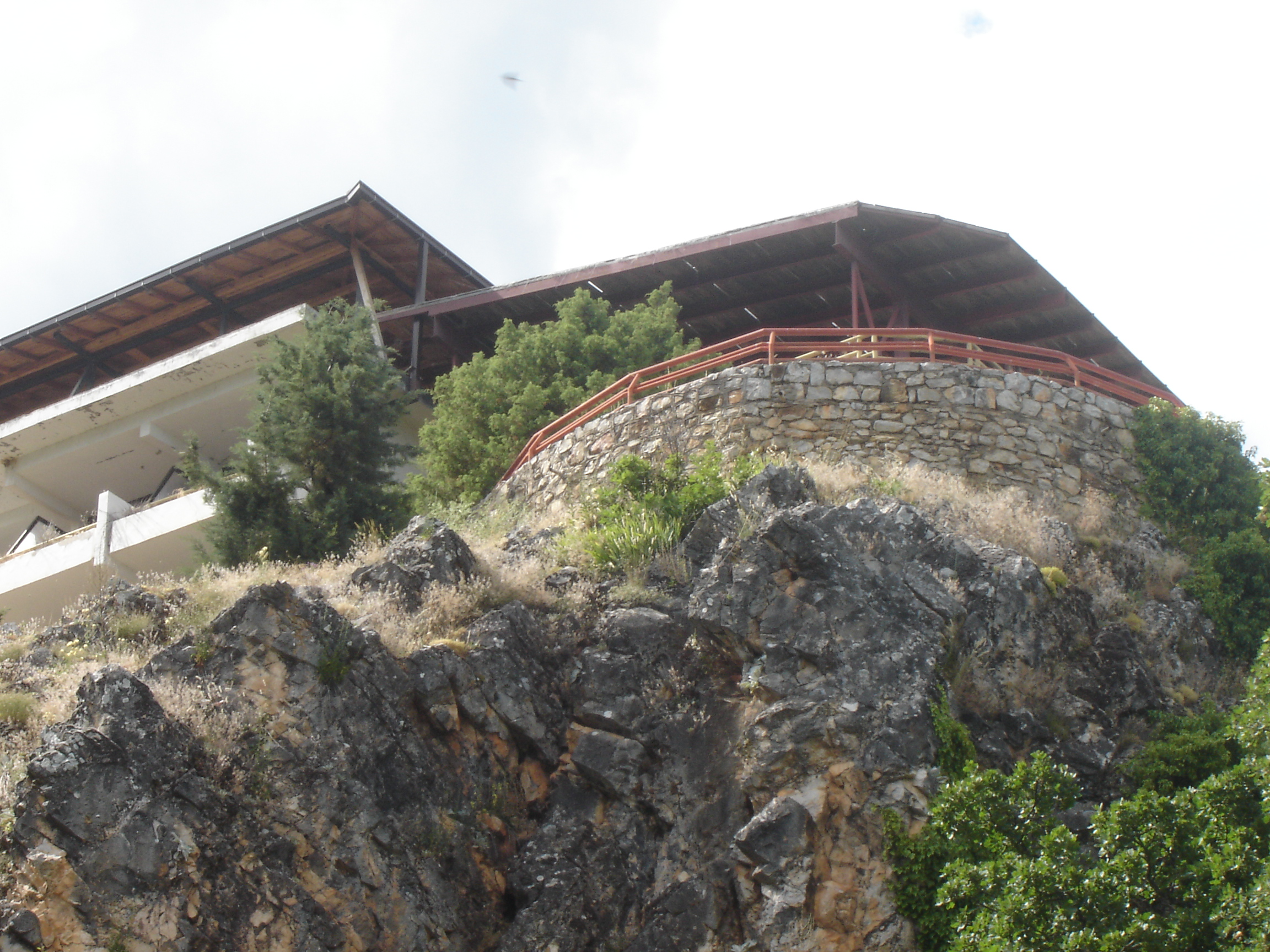
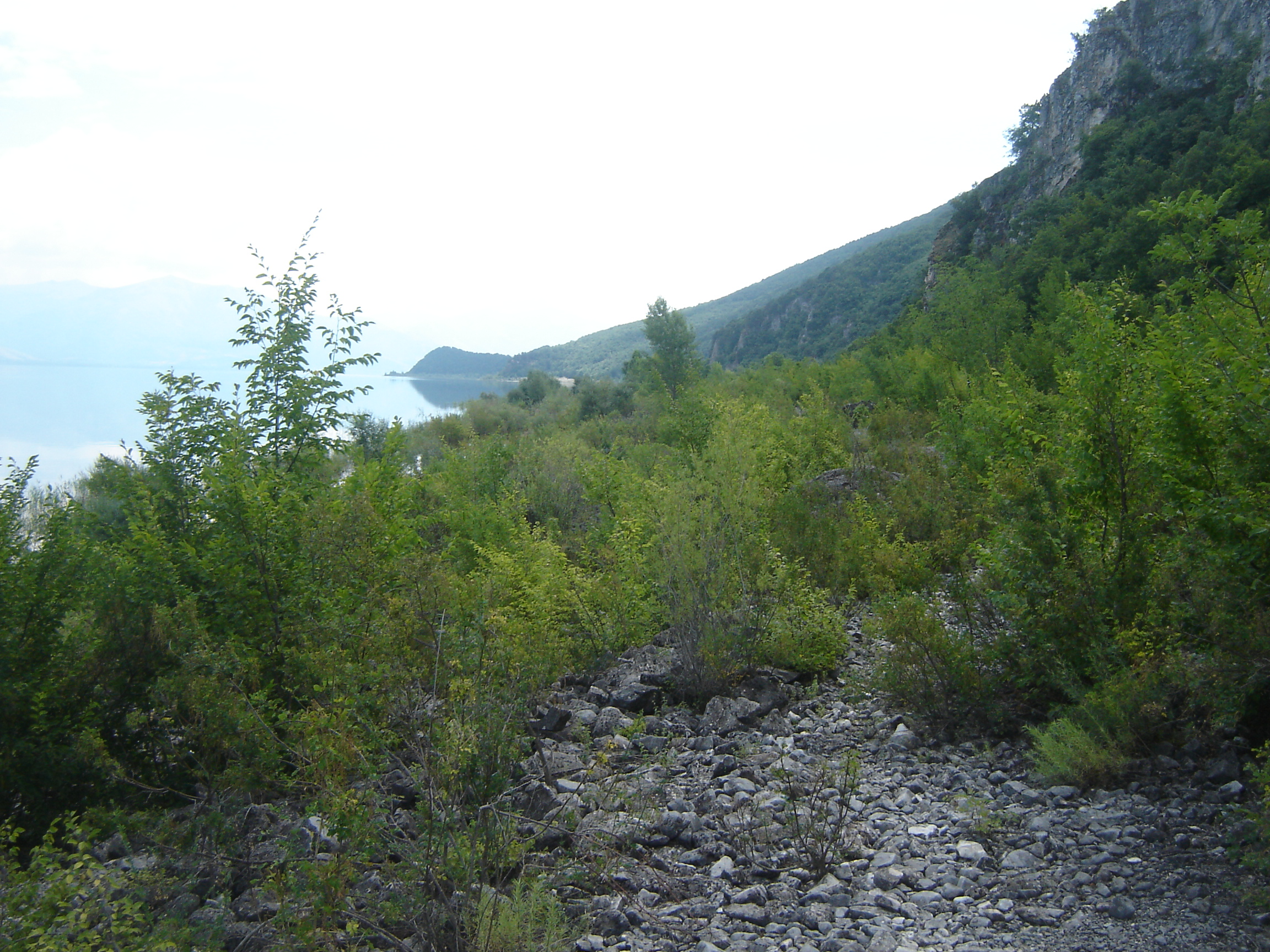
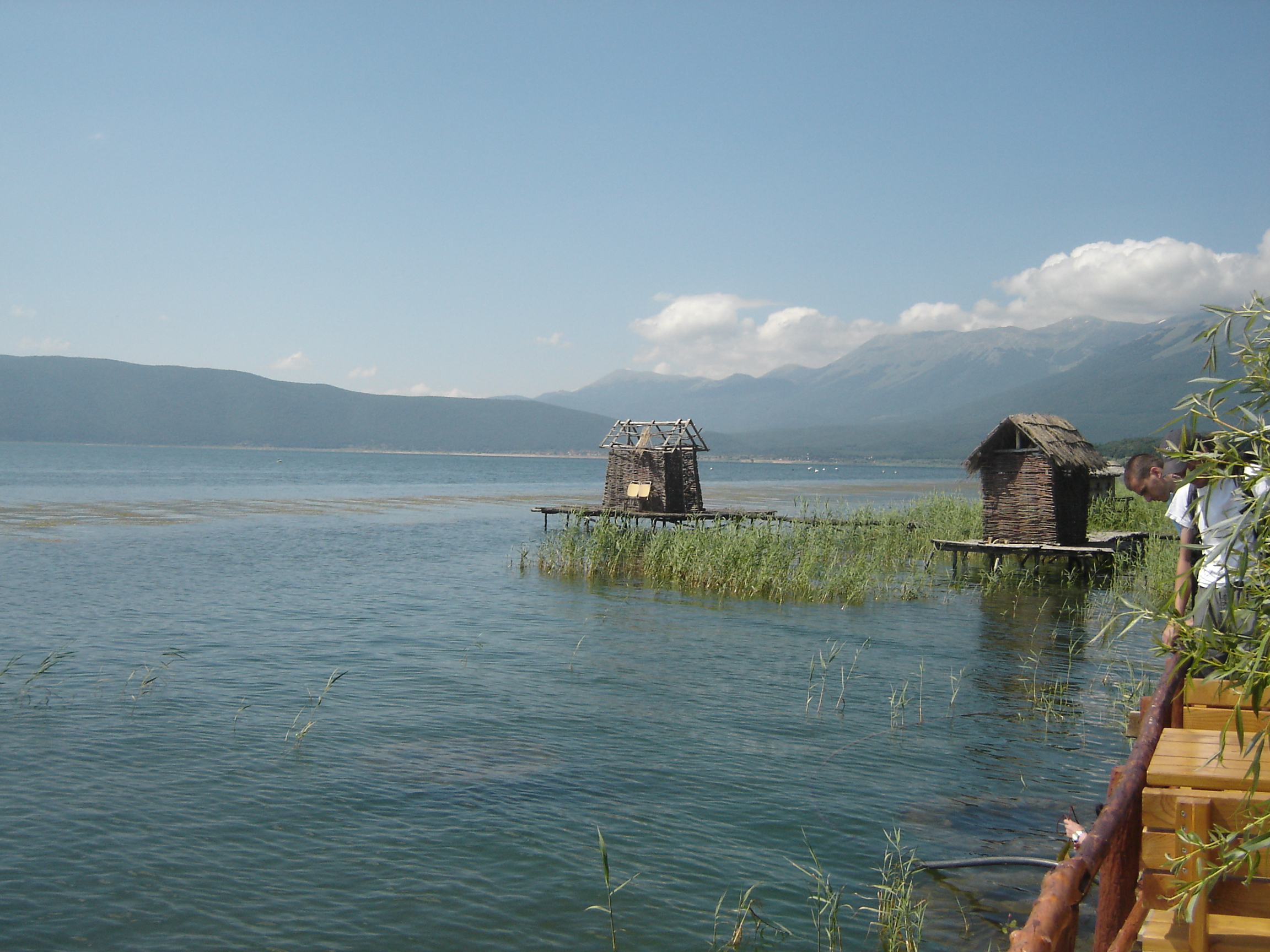
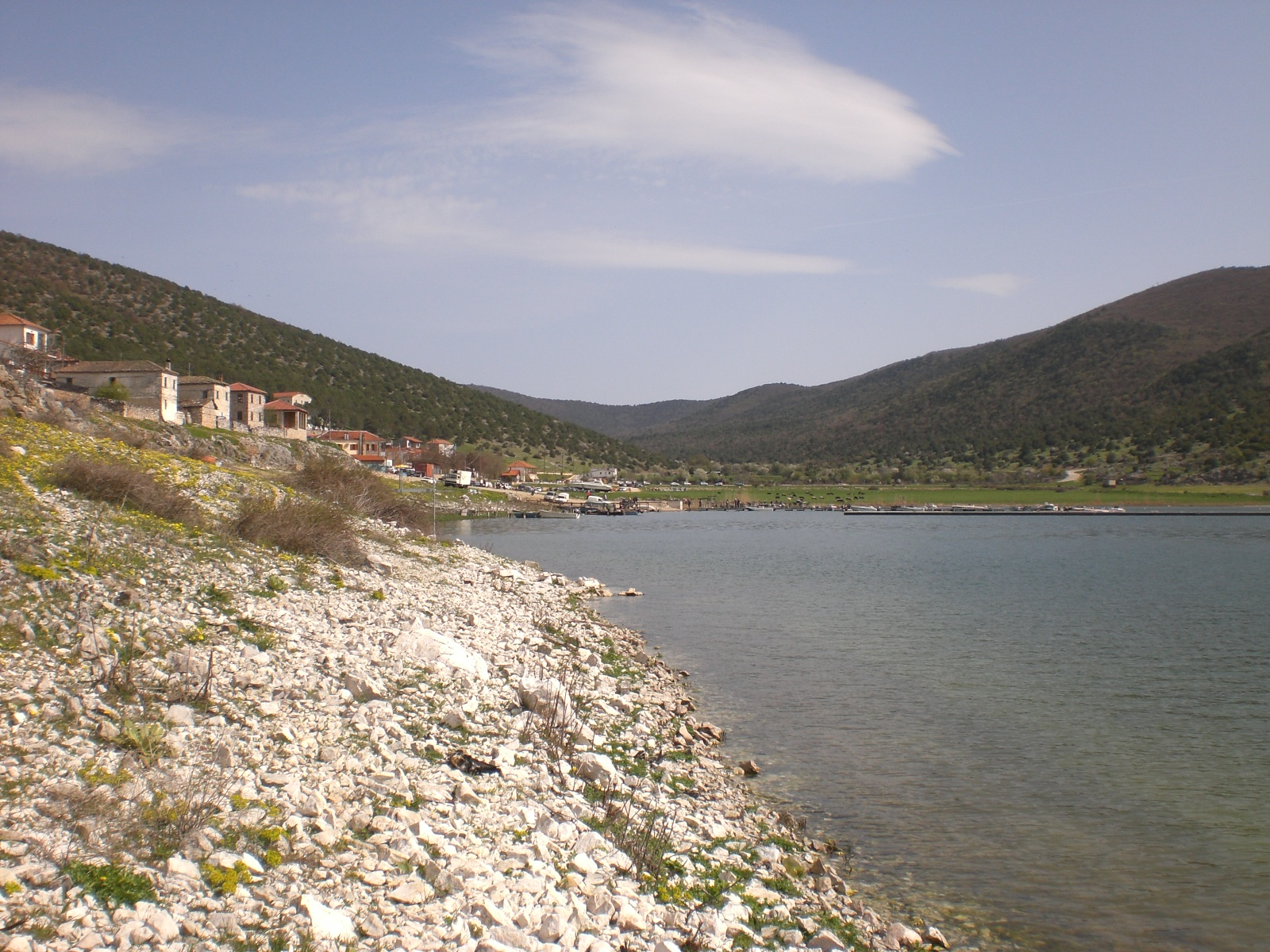
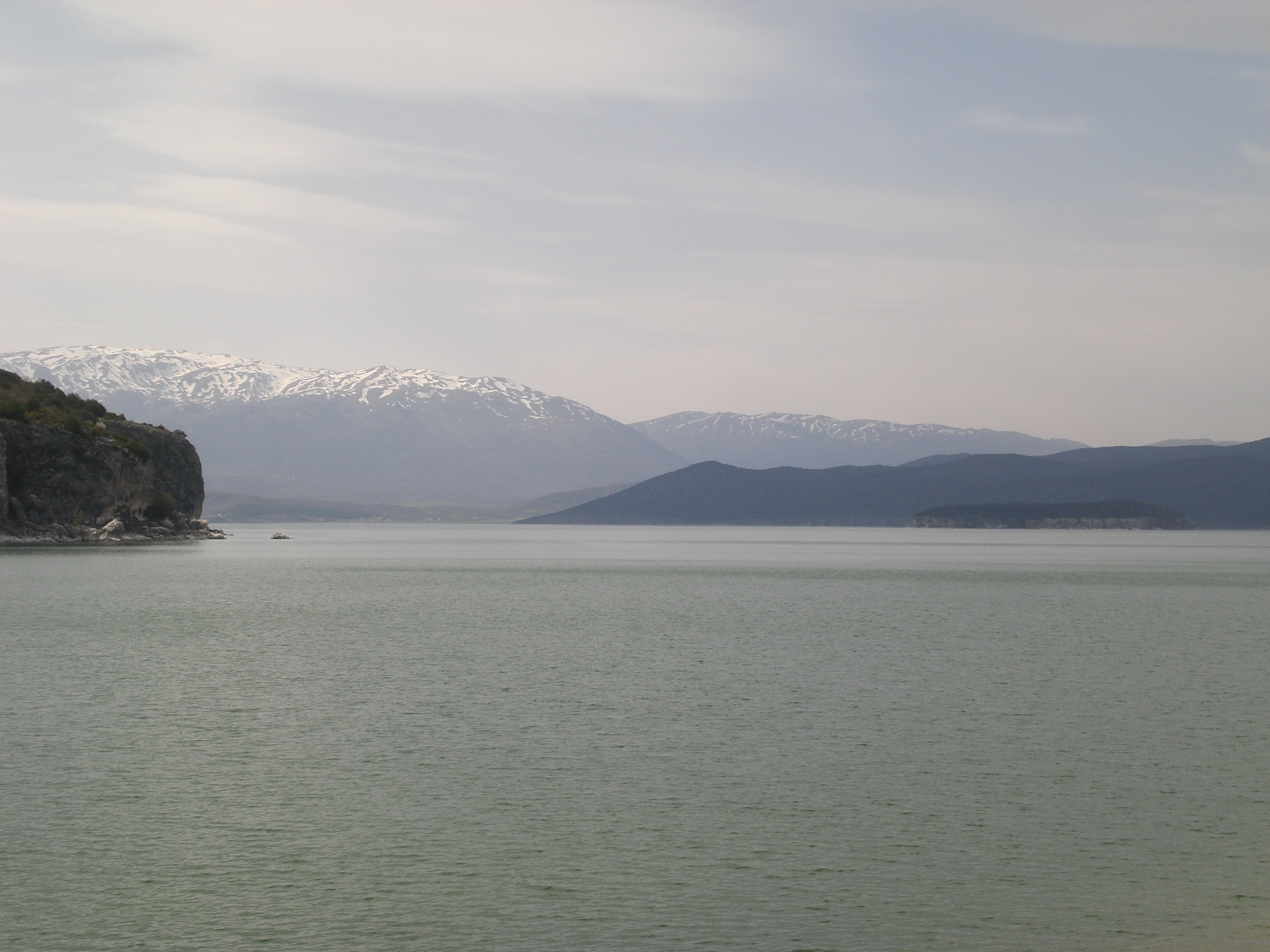
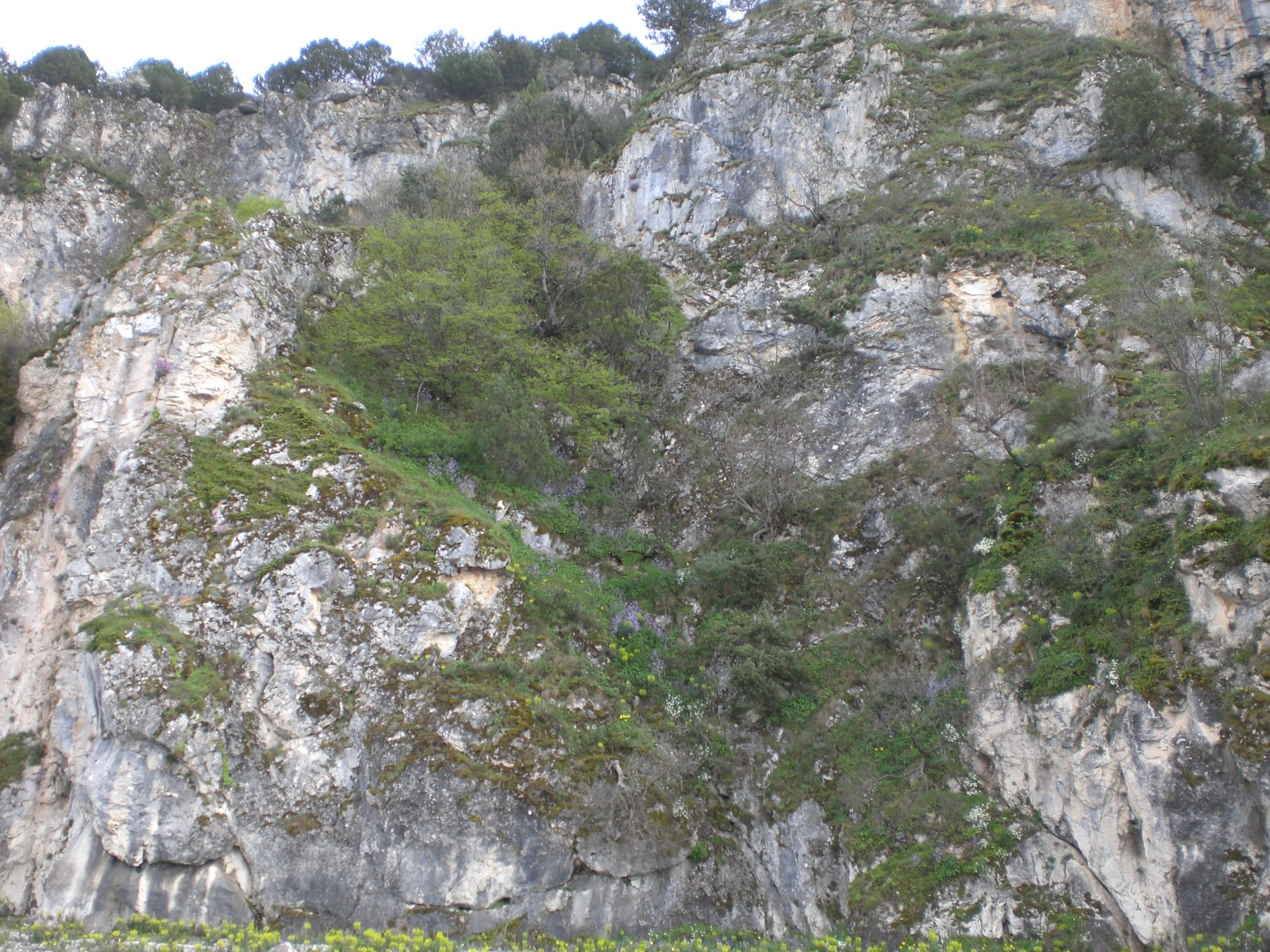
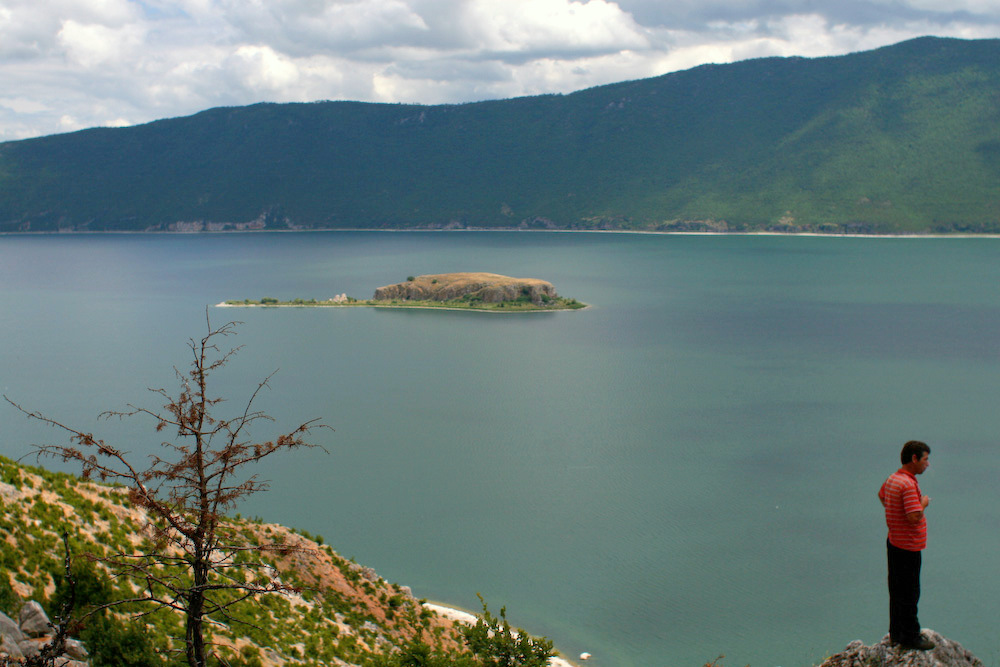